# Visnye
Visnye é um município da Hungria, situado no condado de Somogy. Tem 24,38 km² de área e sua população em 2019 foi estimada em 242 habitantes.